# Ghawar

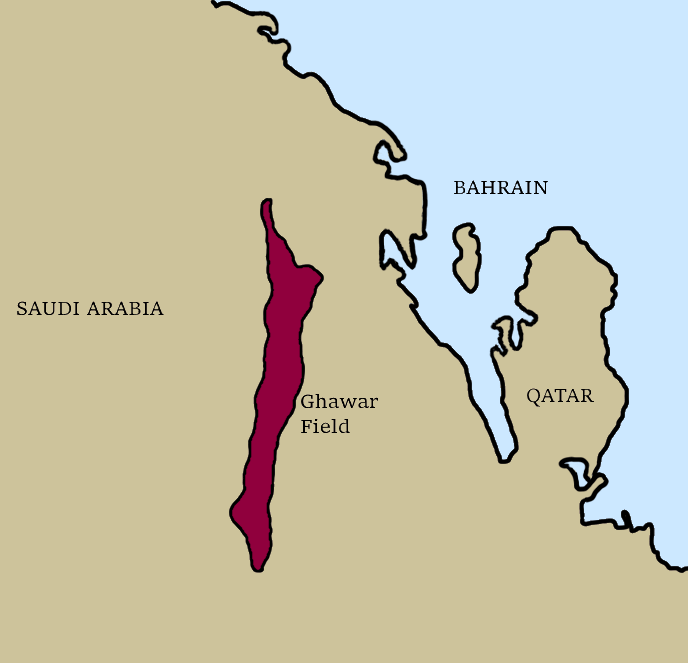
Taille, forme et localisation approximative du champ pétrolifère de Ghawar.

Ghawar est un champ pétrolifère situé en Arabie saoudite, à environ 100 km de Dhahran, et s'étend sur une surface de 280 km de longueur et de 30 km de largeur. Le gisement est entièrement détenu et exploité par Aramco, la compagnie nationale saoudienne d'hydrocarbures. C'est, à ce jour, le plus grand gisement pétrolier au monde jamais découvert, (en ce qui concerne le pétrole dit « conventionnel »).

## Historique
Ce champ pétrolifère fut découvert en 1948 et entra en exploitation en 1951. Ce n'est qu'en 1955 que les parties nord et sud, auparavant comptées comme gisements séparés, apparaissent reliées sur les cartes. Les estimations établies avant la nationalisation du pétrole saoudien placent le volume de pétrole présent dans le gisement à 170 Gbbl, dont soixante récupérables.
À l'origine, le champ de Ghawar était divisée en cinq zones : Ain Dar and Shedgum, Uthmaniyah, Hawiyah et Haradh, qui correspondent à cinq dômes dans la formation rocheuse qui fait office de réservoir. Ceux-ci auraient d'ailleurs constitué autant de gisements différents si le volume de pétrole y ayant migré avait été moindre. La grande oasis de Al Hofuf est située sur le flanc est du gisement, c'est-à-dire dans la zone de Uthmaniyah.
La qualité du pétrole varie légèrement selon les zones. Ghawar fournit du brut léger (de 32 à 34°API), mais présentant une teneur en soufre assez élevée (autour de 2 %). Les différents secteurs du gisement se distinguent aussi en termes de conditions de réservoir (hauteur de la colonne de pétrole, perméabilité...), ce qui influe sur l'extraction du pétrole - les zones nord sont beaucoup plus faciles à exploiter.
De 60 à 65 % de la production de l'Arabie saoudite de 1948 à 2000 provenait de Ghawar. En 2005, alors que la production mondiale s'élevait à environ 84 Mbbl/j, on estimait que Ghawar produisait plus de 5 Mbbl/j, soit 6,25 % de la production mondiale. Aucun autre gisement n'avait alors jamais approché une telle valeur, bien peu ont dépassé les 2 Mbbl/j (Cantarell, Burgan, Samotlor...).
Environ 62 Gbbl ont été produits jusque début 2007. L'estimation des années 1960 était donc trop basse, mais personne ne sait dans quelle mesure. Selon certaines sources, comme l'analyste Matthew Simmons dans son ouvrage Twilight in the Desert, les réserves récupérables restantes de Ghawar sont faibles et le gisement atteindra son pic pétrolier pendant les années 2010.
De son côté, Aramco, dont des responsables tels Nansen Saleri (ancien responsable Réservoir), ont vivement critiqué les commentaires de Matthew Simmons et ont indiqué que Ghawar contenait plus de 70 Gbbl de réserve prouvée. De nombreuses sources donnent un productible final de 100 Gbbl (ce qui signifie que le gisement épuiserait ses 39 Gbbl de réserves restantes à un rythme de plus de 4 % par an), mais il semble que ce soit une valeur symbolique.
En avril 2019, pour la première fois depuis les années 1970, Aramco a publié ses comptes et indique que le champ de Ghawar ne produit à cette date que 3,8 Mbbl/j, il est dépassé en termes de production par le Bassin permien au Texas.